# Даштанско
Даштанско је насељено мјесто у општини Вареш, Босна и Херцеговина.

## Становништво
|             | 2013.        | 1991.         |
| Укупно      | 118 (100,0%) | 296 (100,0%)  |
| Бошњаци     | 103 (87,29%) | 235 (79,39%)1 |
| Хрвати      | 15 (12,71%)  | 48 (16,22%)   |
| Југословени | –            | 7 (2,365%)    |
| Остали      | –            | 6 (2,027%)    |
| Срби        | –            | 0 (0,000%)    |

1. 1 На пописима од 1971. до 1991. Бошњаци су пописивани углавном као Муслимани.